# Dialetos do grego antigo
| Grupo ocidental: dórico grego do noroeste | Grupo central: eólico arcado-cipriota | Grupo oriental: ático jônico |
| aqueu                                     |                                       |                              |

Durante a Antiguidade Clássica, e antes do advento do dialeto koiné como lingua franca da civilização helenística, o grego antigo se dividia em diversos dialetos. Da mesma forma, o grego moderno também se divide em diversos dialetos, a maioria deles são descendentes do koiné.

## Origem e cronologia
- O dialeto mais antigo conhecido do grego é o micênico, que foi reconstruído a partir das tabuletas escritas em Linear B, feitas pela Civilização Micênica, que habitou a Grécia na Idade do Bronze Tardia, durante o fim do segundo milênio a.C.. A distribuição clássica dos dialetos originou-se das migrações ocorridas no início da Idade do Ferro - também conhecida como Idade Grega das Trevas, porque a escrita desapareceu até a adaptação do alfabeto fenício, alguns séculos mais tarde - após o colapso da Civilização Micênica. Alguns falantes do micênico foram deslocados para Chipre, enquanto outros permaneceram no interior, na Arcádia, dando origem ao dialeto arcado-cipriota. Este é o único dialeto com um precedente conhecido à Idade do Bronze; os outros dialetos seguramente tiveram formas anteriores às conhecidas, porém a sua relação com o micênico ainda está por ser estabelecida.

- O eólico dividia-se em três subdialetos: um, lésbio, falado na ilha de Lesbos e na costa ocidental da Ásia Menor, ao norte de Esmirna, enquanto os outros dois, o beócio e o tessálio, eram falados no nordeste da Grécia continental (na Beócia e na Tessália, respectivamente).
- A invasão dórica espalhou o grego dórico de um local hipotético no noroeste da Grécia até a costa do Peloponeso, e o implementou em locais tão diversos quanto Esparta, Creta e o extremo sul da costa ocidental da Ásia Menor. O dórico tornou-se o padrão para a poesia lírica grega, de autores como Píndaro. Já o grego do noroeste, por vezes classificado como um dialeto independente, costuma ser visto como tendo relações estreitas com o dórico.
- O macedônico antigo é tido por alguns estudiosos e autores como mais um dialeto grego, possivelmente relacionado ao dórico ou ao grego do noroeste; ainda existem questionamentos, no entanto, se o macedônio era um idioma separado, porém aparentado ao grego, ou até mesmo uma língua indo-europeia que deve suas possíveis semelhanças com o grego à posição geográfica da Macedônia.
- O jônico era falado especialmente na costa oeste da Ásia Menor, inclusive em Esmirna e na área ao sul da cidade. A Ilíada e a Odisseia de Homero foram escritas no grego homérico (também conhecido como 'grego épico'), uma versão primitiva do grego oriental. Já o grego ático, um subdialeto (ou um dialeto-irmão) do jônico, foi por diversos séculos a língua de Atenas, no qual foram escritas sa grandes obras da filosofia e da dramaturgia que ajudaram a tornar célebre esta cidade. Devido a esta influência, o ático foi adotado na Macedônia pouco antes das conquistas de Alexandre, o Grande; com a difusão do Helenismo, o ático tornou-se o dialeto padrão, que acabou por evoluir e tornar-se o koiné.

### Autores
Entre alguns dos autores mais significativos de cada um dos dialetos estão Tucídides, para o ático, Heródoto e Arquíloco de Paros para o jônico, Álcman e Ibico de Régio para o dórico, Safo e Alceu para o eólico (lésbio), Corina de Tânagra para o beócio. O tessálico e o arcado-cipriota nunca se tornaram dialetos literários, e só são conhecidos através de inscrições e, até certo ponto, pelas paródias cômicas de Aristófanes. O grego épico é uma mistura de eólico, dórico e ático-jônico, de acordo com Díon Crisóstomo; no entanto, os elementos supostamenter "dóricos" não são mais tidos atualmente como tal, e sim como arcaísmos dentro do próprio eólico.

### Grupos
Os dialetos do grego falados na Antiguidade Clássica são agrupados de maneira um pouco diferente pelas diversas autoridades no assunto. O panfílio é um dialeto marginal falado na Ásia Menor e costuma ser deixado fora das categorias. O micênico foi decifrado apenas em 1952 e, portanto, não consta dos esquemas anteriores a esta data.
| Noroeste, sudeste              | Ernst Risch, Museum Helveticum (1955): - Grego setentrional - Dórico/grego do noroeste - Eólico - Panfílio? - Grego meridional - Jônico/arcado-cipriota/micênico | Alfred Heubeck: - Grupo do noroeste - Dórico/grego do noroeste - Eólico? - Grupo do sudeste - Jônico-ático - Arcado-cipriota |
| Ocidental, Central, Oriental   | A. Thumb, E. Kieckers, Handbuch der griechischen Dialekte (1932): - Grego ocidental - Dialetos dóricos - dialeto da Acaia - dialeto de Élide - Grego do noroeste - Grego central - Eólico - Beócio - Tessálio - Lésbio - Arcado-cipriota - Grego oriental - Jônico - Ático - Panfílio | W. Porzig, Die Gliederung des indogermanischen Sprachgebiets (1954): - Grego ocidental - Grego do noroeste - Dórico - Eólico - Grego oriental - Jônico-ático - Arcado-cipriota |
| Grego oriental Grego ocidental | C.D. Buck, The Greek Dialects (1955): - Grego oriental - Grupo ático-jônico - Ático - Jônico - Jônico oriental - Jônico central - Jônico ocidental ou eubeu - Grupo arcado-cipriota - Arcádio - Cipriota - Panfílio - Grupo eólico - Lésbio - Tessálio - Beócio - Grego ocidental - Grupo do grego do noroeste - Fócio (incluindo o délfico) - Lócrio - Eleata - Koiné do noroeste grego - Grupo dórico - Lacônio e heracleense - Messênio - Megário - Coríntio - Argólida - Rodiense - Coano - Terano e cirenaico - Cretense - Dórico siciliano | C.D. Buck, The Greek Dialects (1955): - Grego oriental - Grupo ático-jônico - Ático - Jônico - Jônico oriental - Jônico central - Jônico ocidental ou eubeu - Grupo arcado-cipriota - Arcádio - Cipriota - Panfílio - Grupo eólico - Lésbio - Tessálio - Beócio - Grego ocidental - Grupo do grego do noroeste - Fócio (incluindo o délfico) - Lócrio - Eleata - Koiné do noroeste grego - Grupo dórico - Lacônio e heracleense - Messênio - Megário - Coríntio - Argólida - Rodiense - Coano - Terano e cirenaico - Cretense - Dórico siciliano |

### Problemas dos agrupamentos
Os dialetos do grego são definidos como reuniões distintivas de características linguísticas; estas características, individualmente, são raramente dintintivas, mas são compartilhadas por outros dialetos diferentes. A seleção dos grupos é, portanto, até certo ponto arbitrária; os linguistas a definir o grupo, no entanto, costumam iniciar as classificações a partir de uma localidade geográfica com um centro preciso, como a Ática e Atenas.
Os próprios gregos antigos reconheciam uma distinção entre o dório e o ateniense, e até certo ponto cada cidade principal tinha uma maneira característica e identificável de falar.
A existência dos dialetos gregos não pode ser explicada nem somente pela 'Teoria dos Nódulos', nem somente pela 'Teoria das Ondas'. Um dos proponentes da primeira, Leonard Bloomfield, escreveu:
"Por vezes, para se ter certeza, a história nos mostra uma fragmentação repentina …. Uma destas fragmentações ocorre quando parte duma comunidade emigra."
Na Teoria dos Nódulos, presume-se que a população original, ou 'nódulo', que fala um idioma ancestral de todos os dialetos subsequentes, tenha existido, ou que sua existência tenha sido provada. O nódulo para os dialetos gregos seria o proto-grego, porém ele pode apenas ser reconstruído. Os candidatos mais fortes para a Teoria do Nódulo seriam o grego ocidental e o oriental, que eram reconhecidos em tempos antigos como diferenças geográficas significantes.
Já na Teoria das Ondas, definida por Johannes Schmidt em 1872,
"Diferentes mudanças linguísticas podem se espalhar como ondas sobre a área de uma maneira de falar…."
A maior parte das características individuais são isoglossas, isto é, um mapa que mostre apenas uma característica abrange mais do que o campo de um nódulo. Os linguistas, portanto, sentiram-se com liberdade para definir o grupo de isoglossas que lhes parecia mais apropriado para agrupar os antigos grupos de falantes, de acordo com seus próprios documentos e crenças.

### Mudanças sonoras que levaram à dialetalização
Os dialetos gregos antigos eram primordialmente fonêmicos e vocálicos, isto é, eram reconhecidos principalmente pelas suas diferenças no que dizia respeito às vogais. Estas diferenças ocorriam como resultado da perda do s intervocálico, e do i e do w consonantal do proto-grego; esta perda provocou a justaposição de dois fonemas vocálicos, uma circunstância conhecida como "colisão de vogais". Por motivos desconhecidos, os falantes do grego viam duas vogais juntas como algo inapropriado, e com o tempo alteraram sua pronúncia para evitá-lo; a maneira com a qual fizeram isto determinou o seu dialeto.
Por exemplo, a palavra para designar o deus do mar, independente da cultura e lugar de onde ele teria vindo, vinha de uma forma pré-histórica Poseidāwōn, genitivo Poseidāwonos, dativo Poseidāwoni, e assim por diante. A perda do w intervocálico deixou Poseidāōn, que é encontrado tanto no grego micênico quanto no épico. O jônico muda o a para e: Poseideōn, enquanto o ático o contrai para Poseidōn. Entre as dialetalizações adicionais estão o coríntio Potedāwoni, e posteriormente Potedāni e Potedān; o beócio Poteidāoni; e o cretense, ródio e délfio Poteidān; lésbio Poseidān; arcádio Posoidānos; lacônio Pohoidān. A partir dos dialetos, pode-se perceber facilmente que estas isoglossas não seguem qualquer tipo de estrutura nodular.
O objetivo inconsciente destas mudanças parece ter sido principalmente a criação de um fonema a partir de dois, um processo chamado de contração se um terceiro fonema for criado, ou hiférese ("subtração") se um fonema cair e os outros forem mantidos. Por vezes os dois fonemas são mantidos, ou são mantidos e modificados, como no Poseideōn jônico.
Outro princípio da dialetalização vocálica segue a série do ablaut indo-europeu, ou graduação vocálica. O proto-indo-europeu podia tanto alternar o e (grau e) com o o (grau o), ou não usar nenhum (grau zero); da mesma maneira, o grego herdou a série (por exemplo) ei, oi, i, que são, respectivamente, o grau e, o e zero do ditongo. Podiam aparecer em diferentes formas verbais: leipo "[eu] parto", leloipa "[eu] partira", elipon "[eu] parti", ou serem usados como base da dialetalização: no ático deiknumi "[eu] aponto", é diknumi no cretense.

## Pós-Helenismo
Os dialetos do grego antigo eram resultados de isolação e deficiências na comunicação entre as diferentes comunidades que viviam no terreno irregular e acidentado da Grécia; nenhum historiador grego pode deixar de indicar esta influência do relevo no desenvolvimento das cidades-Estado gregas. Frequentemente, no desenvolvimento de um idioma, a dialetalização resulta na sua eventual separação em diversas línguas-filhas; esta fase não ocorreu no grego, e os dialetos foram substituídos pelo grego padrão. O aumento da população e da comunicação colocou os falantes de diversas regiões em contato mais próximo, e uniu-os sob as mesmas autoridades; o grego ático tornou-se o idioma literário em toda a região:
"… muito tempo depois que o ático já se tornara a norma da prosa literária, cada Estado empregava seu próprio dialeto, em monumentos privados e públicos, tanto em assuntos de interesse interno ou naqueles de um caráter mais … interestadual, tais como … tratados…."
Nos primeiros séculos antes da Era Cristã os dialetos regionais, como o koiné do noroeste da Grécia, o koiné dórico e, é claro, o koiné ático, vieram substituir os mais locais. O último acabou por tomar o lugar dos outros na fala popular já nos primeiros séculos depois de Cristo. Após a divisão do Império Romano e o surgimento do Império Romano do Oriente, a forma mais antiga do grego moderno já tinha forma. A distribuição dialetal então era a seguinte:
- Grego ático
  - Koiné
    - Bizantino
      - Grego moderno
        - Demótico
        - Catarévussa

      - Ievânica
      - Grego cipriota
      - Grego cretense
      - Griko (com possíveis elementos dóricos)

    - Grego pôntico
    - Grego capadócio
    - Romano-grega
    - Tsacônio?
- Grego dórico
  - Tsacônio?

De acordo com alguns estudiosos, o tsacônio seria o único dialeto grego moderno que descenderia do dórico, em vez do koiné; outros acreditam que seria um descendente do lacônio local, uma variante do koiné influenciada pelo dórico.[carece de fontes?]

### Inscrições
- «Searchable Greek Inscriptions».  - corpus de inscrições em grego antigo, nos diversos dialetos, publicada pelo Packard Humanities Institute
- «Inscriptions Listed by Region». , página do Centro para o Estudo de Documentos Antigos da Universidade de Oxford